# Chemy
Chemy é uma comuna francesa na região administrativa de Altos da França, no departamento do Norte. Estende-se por uma área de 3.48 km². Em 2010 a comuna tinha 779 habitantes (densidade: 223,9 hab./km²).